# Edenred
Edenred, antes Accor Services, es el líder mundial en soluciones transaccionales para empresas, empleados y comercios, con sede en Francia. Nace en junio de 2010, tras separarse del grupo  Accor. La compañía es la inventora de «Ticket Restaurant», vale de comida introducido en Francia en 1962 y que posteriormente se extendió a nivel internacional.
La compañía está presente en 42 países de cuatro continentes (América, Europa, Asia y África) y tiene cerca de 8 000 empleados. El grupo Edenred pertenece a NYSE Euronext Paris desde julio de 2010.

## Pertenencia
Según datos de la compañía, el 82,8% de la misma pertenece a accionistas institucionales, el 11,0% a Colday (Colony Capital) y 5,3% a accionistas particulares.

## Desarrollo
Edenred se formó el 29 de junio de 2010 después de la aprobación de los accionistas de Accor. Colony Capital y Eurazeo, los mayores accionistas en la fecha, acordaron mantener sus acciones en ambas compañías hasta principios de 2012. Los productos de Edenred incluyen Ticket Restaurant, vales de escuelas infantiles, ticket CESU, Ticket Compliments, Ticket Car, Ticket Clean Way, etc.
En 2014, Edenred adquirió 34% de UTA, el n°2 de las tarjetas de gasolina en Europea, y 51% en enero de 2017.
El 14 de junio de 2017, Edenred estrena su nueva identidad global. El Grupo ofrecerá todas sus soluciones en 42 países bajo la marca Edenred.

## Expansión

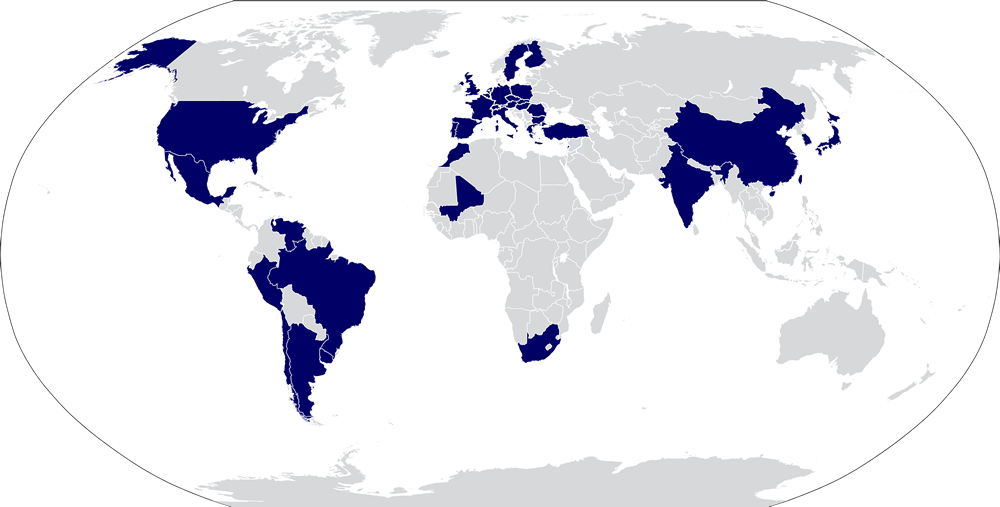
Subsidiarias de Edenred en el mundo.

En julio de 2012, Edenred adquirió Barclay Vouchers. También compró Comprocard, empresa brasileña, con un coste de 24 millones de euros.
En Venezuela, la empresa opera bajo el nombre de CestaTicket.
En febrero de 2013, Edenred anunció su expansión a Colombia, convirtiéndose en el 42.º país donde la corporación tiene presencia.

## Edenred en España
La filial española de Edenred cuenta con 130 empleados y 7 delegaciones. Según datos públicos de la compañía, cuenta con 43 millones de empleados de 750.000 organizaciones diferentes, integrados en una red de 1,4 millones de comerciantes afiliados.
Competencia:
- Sodexo
- Up-Spain